# Sokratische Denkwürdigkeiten
Die Schrift Sokratische Denkwürdigkeiten wurde von Johann Georg Hamann im Jahre 1759 verfasst.
Der Essay ist eine der ersten schriftstellerischen Arbeiten Hamanns überhaupt und entstand nach einem religiösen Erweckungserlebnis. Hamann setzt sich in seinem Aufsatz mit dem Rationalismus der europäischen Aufklärung auseinander, adressiert ist er an seinen früheren Studienkollegen Johann Christoph Berens und an Kant in Königsberg, der damals bereits als Dozent an der dortigen Universität lehrte.
Die Schrift war, wohl auch wegen Hamanns dunkler und verklausulierter Sprache, kein Publikumserfolg, wurde aber von den Literaten des Sturm und Drang bis zur Romantik rezipiert.

## Entstehung
Sie entstand aus einer persönlichen Auseinandersetzung zwischen Hamann und Christoph Berens, einem der Besitzer des Rigaschen Handelshauses Berens und ehemaligem Kommilitonen Hamanns. Berens schickte Hamann 1756 für vier Jahre nach London, damit Hamann dort für ihn kaufmännische und politische Aufträge ausführte.
Hamann fand sich in London nicht zurecht und flüchtete sich in das Studium der Bibel. Im Frühling 1758 erfuhr er beim Lesen eine erschütternde Begegnung mit Gott, die ihn vom Aufklärer zum Gläubigen machte.
Nach seiner Rückkehr nach Riga kündigte er seine Stelle bei Berens und ging im Frühling 1759 nach Königsberg. Berens wollte die Veränderungen, die Hamann in London erfahren hatte, nicht akzeptieren, da er zu Studienzeiten Hamanns Begabung sehr schätzte und erwartet hatte, dass dieser sie im Sinne der Aufklärung nutzen würde. Berens versuchte Hamann wieder zur Vernunft zu bringen und reiste zu Immanuel Kant  nach Königsberg. Die beiden versuchten, Hamann zur Aufklärung „zurückzubekehren“. In umfangreichen Briefen wird der dabei entstehende Konflikt, in dem es um den Grundkonflikt zwischen Christentum und Aufklärung geht, bezeugt. Aus diesem Konflikt entsteht schließlich Hamanns Werk Sokratische Denkwürdigkeiten. Hamann begann Mitte August 1759 dieses Werk zu verfassen und meldete am 31. desselben Monats die Fertigstellung des Manuskripts. Der Zensur wegen verzögerte sich der Druck, so dass das erste gedruckte Exemplar erst am Weihnachtsabend 1759 vorlag.

## Sinn und Zweck
Sinn und Zweck der Schrift wird in zwei Vorreden erklärt, die sich zuerst „an das Publicum“ wenden und dann „an die Zween“. 
Wen er mit den „Zween“ meint, macht Hamann deutlich: Berens und Kant. „Da Sie beyde meine Freunde sind; so wird mir Ihr partheyisch Lob und Ihr partheyischer Tadel gleich angenehm seyn.“ Der eine arbeitet mit dem Stein der Weisen, den er als ein Mittel ansieht, die Tugenden der Menschen und das gemeine Wohl zu fördern. Dies beschreibt Berens, der ein Verfechter des Fortschritts und der Aufklärung ist. Und der andere, Kant, „möchte einen so allgemeinen Weltweisen und guten Münzwaradein abgeben, als Newton war.“ 
Hamann glaubt, dass sie sich zu sehr von der Zeitmode der gesunden Vernunft haben verführen lassen. Deshalb will er sie von der Aufklärung weg- und zum Glauben hinführen. Dies ist nicht sein einziges Ziel, denn er wendet sich auch an das Publikum und versucht, dieses für den Glauben zu öffnen.

## Stil
Um sein Ziel zu erreichen, wählt Hamann für seine Schrift den mimischen Stil. Er verkündet seine Botschaft demnach nicht direkt, unverhüllt, sondern in einer verschleiernden Sprache. Nach Hamann ist es notwendig, eine andere Sprache zu verwenden, da er sich den Hörern, Berens und Kant, verständlich machen will. „Da Ihnen die Sprache der Kirche fremd ist“,  bedient sich Hamann der „Verhüllung“. In seiner Schrift wird z. B. Jesus Christus nicht mit seinem Namen, sondern nur mit Andeutungen, wie „der sanftmütige und demütige Menschenlehrer“ oder „der Schönste unter den Menschenkindern“ bezeichnet. Durch diese Unaufdringlichkeit, hofft Hamann, dass er von Berens und Kant verstanden wird. Indem er nicht mit der Tür ins Haus fällt, sondern auf die Entscheidungsfreiheit seiner Gesprächspartner Rücksicht nimmt, schafft er für sie eine Umgebung, in der sich ein Einsehen und damit der Glaube entwickeln kann.

## Inhalt
Die Sokratischen Denkwürdigkeiten sind gegliedert in eine Einleitung, drei Abschnitte und eine Schlussrede. Die Einleitung beschäftigt sich mit dem Stand der philosophischen Geschichtsschreibung, der erste Abschnitt mit Sokrates’ Leben und beschreibt es fast schon biografisch, bevor der zweite Abschnitt, der den Kern der Schrift bildet, zu Sokrates’ Geständnis seiner Unwissenheit kommt. Der dritte Abschnitt beschreibt das weitere Leben des Sokrates bis zu seinem Tod.

### Einleitung
In der Einleitung sagt Hamann, was er von einer philosophischen Geschichtsschreibung erwartet, und in einer Metapher erklärt er, wie es zur Zeit um die philosophische Geschichtsschreibung bestellt ist. In der Metapher beschreibt Hamann die Einstellung drei verschiedener Menschen zur Bildsäule des französischen Staatsministers: Der Bildhauer zeigt sein Können, der König zeigt seinen Reichtum, indem er die Herstellung finanziert, und seine Bewunderung, während der Zar, Peter der Große, die Marmorstatue um Rat fragt, wie er sein Volk am besten regieren kann.
Hamann zeigt hier drei Missstände auf. Zum einen gibt es die, die an der Philosophiegeschichte ihr gelehrtes Können zeigen wollen und darüber Bücher schreiben. Daneben gibt es die, die diese Werke bewundern, und dann gibt es die, die glauben sie könnten – wie der Zar versucht, einem Stein Leben einzuhauchen – der Geschichte des menschlichen Denkens von sich aus Leben einflößen und aus ihr Kraft schöpfen. Die, die es dem Zaren gleichtun, machen die Philosophie zum Götzen, indem sie ihr zutrauen, lebenszeugende Kräfte zu besitzen. Hamann kleidet diese Kritik in das Metaphernbild des Götzentempels und verurteilt dieses Vorgehen, wobei er Stanley, Brucker und Deslandes anspricht, aufs Schärfste, da Gott der Einzige ist, der Leben geben kann. Hamann verlangt, dass die Geschichte der Philosophie zukünftig nur noch von Laien, also einem unbeteiligten bzw. unparteiischen Dritten, geschrieben werden soll:
„Unterdessen glaube ich zuverlässiger, dass unsere Philosophie eine andere Gestalt nothwendig haben müsste, wenn man die Schicksale dieses Namens oder Wortes: Philosophie,  nach den Schattierungen der Zeiten, Köpfe, Geschlechter, oder Weltweiser selbst, sondern als ein müßiger Zuschauer ihrer olympischen Spiele studiert hätte oder zu studieren wüste.“(Hamann, S. 21.)
Mit dem Satz „Wie die Natur uns gegeben unsere Augen zu öffnen; so die Geschichte, unsere Ohren“ meint Hamann, dass nicht alles mit der Vernunft erklärt werden muss. Vor allem die Natur und Geschichte müssen mit den Sinnen empfangen werden. „Einen Körper und eine Begebenheit bis auf die ersten Elemente zergliedern, heißt, Gottes unsichtbares Wesen, seine ewige Kraft und Gottheit ertappen wollen.“. Gott kann jedoch nicht mit menschlicher Forschung gefunden werden. Die Naturwissenschaft kann so weit nicht vordringen. Dasselbe gilt für die Geschichtswissenschaft. Nur der Glaube kann uns zu ihrem Ursprung führen, so wie der Glaube an Moses, der Propheten dahin brachte zu sagen, dass Gott die Erde schuf. Auf die Frage, ob es überhaupt noch genug alte Schriften gibt, um die Philosophiegeschichte niederzuschreiben antwortet Hamann, dass Gott dafür sorge, dass kein Schrifttum, das für uns wichtig wäre, verloren ginge, genauso wie er dafür sorge, dass „kein junger Sperling ohne unsern Gott auf die Erde fällt [...]“. Jetzt müsse nur noch dafür gesorgt werden, dass die Natur und die Geschichte richtig verstanden werden. Da die Natur und die Geschichte „ein versiegelt Buch“ seien, können sie nicht mit der Vernunft aufgedeckt werden, sondern mit „einem andern Kalbe“, wie der Offenbarung. Mit seinem Text über Sokrates will Hamann dies umsetzen und auch so schreiben, dass der Text Analogien mit der aktuellen Zeit aufzeigen kann.

### Erster Abschnitt
Im 1. Abschnitt werden biographische Elemente des Sokrates erzählt. Sokrates war der Sohn eines Bildhauers und einer Hebamme. Er wurde selbst zum Bildhauer und dazu auch ein sehr guter, da sein Werk der drei Grazien aufgehoben wurde. Die drei Grazien oder Göttinnen stellte Sokrates angezogen dar, was eine alte Darstellungsweise war. Zu Sokrates’ Zeit wurde es vorgezogen, Göttinnen nackt darzustellen. Es ist daher, laut Hamann, sehr wahrscheinlich, dass die Bekleidung der Grazien angefochten wurde. Diese Erzählung stellt eine Analogie zu Hamann dar.
Hamann hat keine andere Wahl, als seine Schrift „verhüllt“, also indirekt, zu schreiben, damit er die christliche Wahrheit schonender verkünden konnte, dafür musste er den Vorwurf der „Unbestimmtheit“ in Kauf nehmen.
In diesem Abschnitt spielt auch das Orakel von Delphi eine größere Rolle. Orakel, Erscheinungen und Träume sind Ammenmärchen, doch der Glaube an sie kann wahre Wunder bewirken. So sind z. B. die heiligen drei Könige dem Kometen gefolgt, im Glauben, er sei von Gott geschickt worden, um sie zu Jesus zu führen. Dieses Hirngespinst hat sie tatsächlich zu Jesus geführt. Laut Hamann sind diese Hirngespinste Gott nur angemessen, „weil es menschlicher und Gott anständiger aussieht, uns durch seine eigene Grillen und Hirngespinste, als durch eine so entfernte und kostbare Maschinerey wie das Firmament und die Geisterwelt unseren blöden Augen vorkommt, zu seinen Absichten zu regieren.“ 
Mit dieser Argumentation sagt er, dass die Zweifler eigentlich an größere Wunder glauben als die Gläubigen. Indem sie die aktive Lenkung des Kometen durch Gott leugnen, machen sie – aus seiner Erscheinung und dem Erfolg der heiligen drei Könige – ein noch größeres Wunder.

### Zweiter Abschnitt
Der 2. Abschnitt ist die Kernaussage der Schrift. Hier erhält Sokrates einen Gönner, Kriton alias Berens, der aus dem Bildhauer einen Sophisten machen möchte. Dieses Vorhaben scheitert jedoch, da Sokrates trotz der Fülle an Lehrmeistern unwissend bleibt. Sokrates übertrifft Sophokles und Euripides, als die weisesten Menschen der damaligen Zeit, in ihrer Weisheit, „weil er in der Selbsterkenntnis weiter als jene gekommen war, und wuste, dass er nichts wuste.“ Die Bekennung zu seiner Unwissenheit gegenüber den Atheniensern und Kriton wird als Beleidigung aufgefasst. Dies ist den Sophisten ein „Dorn im Auge“, so wie der Glaube den Aufklärern ein Dorn im Auge ist. 
Sokrates lehnt die Zusammenarbeit mit den Sophisten ab, genau wie Hamann es ablehnte, mit Berens und Kant zusammenzuarbeiten, da diese die Wahrheit durch Kartenspiele bevorzugen und die Wahrheit, die von außen kommt, ablehnen. Die Wissenschaft der Sophisten sind ihre „flinken Finger“, und nicht das Bemühen um Wahrheit.
Hamann erklärt: „Die Unwissenheit des Sokrates war Empfindung“. Im Anschluss daran behandelt er die Empfindung als Gegensatz zum Lehrsatz. Er erklärt, dass sich das Nichtwissen als Empfindung äußern kann oder als Versuch, das Nichtwissen zu beweisen, so wie es David Hume und Pierre Bayle (Sophisten) tun. Dadurch, dass sie aber einen Beweis für das Nichtwissen suchen, verraten sie, dass ihre Skepsis eine Form von Wissen ist: „Die alten und neuen Skeptiker mögen sich noch so sehr in die Löwenhaut der sokratischen Unwissenheit einwickeln; so verrathen sie sich durch ihre Stimme und Ohren. […]“ 
Die Skeptiker waren gegen die Unwissenheit. Sokrates dagegen war dafür. Sie war bei ihm nicht nur Kopfsache, sondern Anliegen und Lebenseinstellung. Dies meint Hamann, wenn er sagt, dass die Unwissenheit des Sokrates Empfindung ist. Im Weiteren wird klar, dass mit dem Begriff „Empfindung“ auch „Glaube“ gemeint ist.
Hamann sagt, dass unser eigen Dasein geglaubt werden muss, genauso wie das Nichtwissen. Ein Beispiel liefert Hamann an dem Begriff Tod. Dass jeder sterben muss, ist eine Tatsache und nichts ist so sicher bewiesen. Etwas anderes ist es, wenn Gott selbst zu jemandem kommt, um ihm zu sagen, dass er sterben wird, und dieser das instinktiv als Wahrheit ansieht, also glaubt: „Was man glaubt, hat daher nicht nöthig bewiesen zu werden, und ein Satz kann noch so unumstößlich bewiesen seyn, ohne deswegen geglaubt zu werden.“ Ein Mensch, der an die Wahrheiten glaubt, ist demnach viel sicherer als einer, der sie bewiesen hat. Hamann greift hier Grundgedanken von David Hume auf.
Nach diesem ersten Teil des zweiten Abschnitts, in dem Sokrates sein eigenes Innerstes selbst durch seine Unwissenheit gefunden hat, folgt ein zweiter Teil. In diesem Teil spricht Hamann von dem Begriff, der die Unwissenheit ersetzen kann: dem Genius bzw. Dämon. Sie sind in der Lage, einem Menschen das zu geben, was die Vernunft nicht vollbringen kann: Halt und Festigkeit.
„Sokrates […] hatte einen Genius, auf dessen Wissenschaft er sich verlassen konnte, den er liebte und fürchtete als seinen Gott, an dessen Frieden ihm mehr gelegen war, als an aller Vernunft der Egypter und Griechen, dessen Stimme er glaubte, und durch dessen Wind, […] der leere Verstand eines Sokrates so gut als der Schoos einer reinen Jungfrau, fruchtbar werden kann.“ Den Genius bzw. Dämon erklärt Hamann nicht genauer, obwohl schon viele Sophisten versuchten diesen Begriff zu erklären und zu bestimmen. Allerdings sagt er, dass Sokrates mit seinem Dämon bzw. Genius versucht hat, die Athenienser aus der Umklammerung der Sophisten, der Vernunft zu reißen und sie zu einer Wahrheit zu führen, „die im Verborgenen liegt, zu einer heimlichen Weisheit, […]“. Denn die Vernunft verwirrt uns noch mehr, führt uns in ein „Labyrinth“. Wer aber auf die Stimme des Dämons bzw. Genius hört, der hört die Stimme seines Herzens und kann dadurch zu seinem Glauben finden.

### Dritter Abschnitt
Hier wird Sokrates’ Leben nach seiner Unwissenheitsbekundung dargestellt. Er überlebt drei Schlachten, kann an Staatsversammlungen teilnehmen, und „als er glaubte lange genug gelebt zu haben [...]“, nahm er eine Stelle im Rat an. Ein Autor wurde er jedoch nicht. Seine Äußerungen und Theorien hat er nie selbst niedergeschrieben. Sokrates wurde schließlich als „Missethäter zum Tode“ verurteilt. Man warf ihm die Nichtehrung der Götter und den Versuch der Einführung neuer Götter vor. Sein zweites Verbrechen war es, die Jugend durch seine anstößigen Lehren und freien Gedanken verführt zu haben.

### Schlussrede
Die Schlussrede ist ein Plädoyer für die Wahrheit, kritisiert aber den Umgang mit ihren Verkündern. Sokrates, der Geburtshelfer der Wahrheit, der die Wahrheit erkannte und lehrte, wurde zum Tode verurteilt. Laut Hamann würde Gott, der die Wahrheit erzeugt, noch schlimmer enden als Sokrates. 
Zudem ist Hamann der Meinung, dass diejenigen, die nicht im Sinne der Wahrheit handeln, gar nicht erst versuchen sollten, sie zu verbreiten bzw. anderen zu lehren.

## Zeitgenössische Kritik
113. Literaturbrief, 19. Juni 1760 von Moses Mendelssohn
Mendelssohn referiert ausführlich den Inhalt von Hamanns Schrift. Er lobt den Witz der Schrift und die Schreibart. Zur Darstellung der sokratischen Unwissenheit gibt Mendelssohn folgenden Kommentar: „Die Erläuterungen die der Verfasser von diesem sonderbaren geständnise des Socrates gibt, sind so gründlich, dass sie einen vertrauten Schüler desselben verrathen, der ihm sogar einen Theil seiner glücklichen Unwissenheit abgelernt hat“. Mendelssohn kritisiert Hamanns Ausdeutung des Vergleiches des sokratischen Unterrichts mit der Hebammenkunst, indem er anmerkt, dass dies nicht ganz dem entspreche, was Sokrates gemeint habe. 
In dieser Rezension des Textes überwiegt Lob den Tadel. Dennoch hat Mendelssohn kein Auge für den Bedeutungsumfang der Schrift. Er erkennt nicht den christlichen Hintergrund und den Endzweck.
Staats- und Gelehrten Zeitung des Hamburgischen unpartheyischen Correspondenten, 25. Juni 1760, anonym
Der anonyme Autor räumt ein, dass er den Text bis auf einige Stellen nicht zu deuten vermochte. Dennoch bringt er die Anerkennung zum Ausdruck, dass in diesen „wenigen Blättern ein ungemeines Genie, eine feine und glückliche Satyre, viel Belesenheit, und etwa auch eine kleine Dosis von philosophischer Freydenkerey hervorleuchte“. Das Ziel der Schrift sieht der Verfasser darin, dass Hamann eine Probe davon geben wollte, wie man die Historie der Weltweisheit darstellen sollte.
Auch diese Rezension ist voll von Lob, hat aber kein tieferes Verständnis für die Schrift.
Hamburgischen Nachrichten aus dem Reiche der Gelehrsamkeit, 57. Stück der Nachrichten, 1760, von Christian Ziegra
Nach Ziegra ist „Die Rezension im Konkurrenzblatt des Hamburgischen unpartheyischen Correspondenten [...] eine geistlose Schimpferei, die allein deshalb geschrieben wurde, weil sich der Hamburgische unpartheyische Correspondent positiv über die Schrift äußerte“.

## Hegels Kritik
In seiner Rezension in den Jahrbüchern für wissenschaftliche Kritik von 1828 macht Hegel erstmals darauf aufmerksam, dass hinter Hamanns Schriften mehr steckt, als man zunächst glaubt. Hegel erkennt Hamanns Missionsdrang, auch wenn ihm der nicht gefällt, er ist somit der Erste, der den geistigen Hintergrund der Schrift erkennt. Den Inhalt nennt Hegel „ganz persönlich“, obwohl die Schrift den Schein erwecke, objektiv zu sein. Hegel ist der Meinung, dass der Sokrates in Hamanns Schrift mehr mit Hamann selbst als mit dem Philosophen Sokrates gemein habe. Kritisiert wird der Glaubensbegriff der Sokratischen Denkwürdigkeiten. Hier spiegele sich der Subjektivismus wider, indem Hamann, in Anlehnung an Hume, die sinnliche Gewissheit von äußerlichen und zeitlichen Dingen als Glauben bezeichnet. Hegel ist der Ansicht, dass Hamann „im Subjektiven steckengeblieben und nicht bis zum Objektiven, […] vorgedrungen“ ist.

## Deutungen
Carl Heinrich Gildemeister schreibt in seinem 6-bändigen Werk über Hamann von 1857, dass Hamann die Sokratischen Denkwürdigkeiten dazu benutzt habe, um den beiden Freunden „auf indirectem Wege Wahrheiten ans Herz zu legen, die er ihnen schwerlich auf andere Weise so eindringlich hätte machen können.“
Julius Disselhof, der 1871 einen Wegweiser zu Johann Georg Hamann verfasste, sagt in diesem Buch: Hamann „wandte das Schwert des Wortes gegen die beiden Verführer und das ganze Volk, dessen Mund diese zwei waren. Seine Autorschaft sollte das Mittel werden, sie [Berens und Kant] und die ihren zu bekehren, der klugen Mitwelt ihre Ursünde aufzudecken, den Götzendienst des Zeitgeistes zu stürzen und von dem Könige der Wahrheit zu zeugen. Das ist der Ursprung, Inhalt und Zweck der socratischen Denkwürdigkeiten“.
Weitere Interpretationen kamen unter anderem von Rudolf Unger (1876-–942), Emil Brenning, Erwin Metzke, Otto Mann, Josef Nadler, Martin Seils.

## Wirkungsgeschichte
Hamanns Schrift, obwohl in den Rezensionen zunächst verkannt, verkaufte sich erstaunlich gut. Ende 1759 erschienen, war sie schon im Juni des darauffolgenden Jahres ausverkauft und es wurde sogar nach einer neuen Auflage verlangt. 
Wie in Dokumenten von Goethe deutlich wird, hat er auch diese Schrift gelesen. Viele Gedanken Hamanns ließen ihn nicht los: der philosophische Heldengeist, die einsichtlose Masse, die wenigen Alleingänger, u. v. m. Goethe sieht in Hamanns Sokrates die Gestalt Christi und erkennt, dass Hamann mit seiner Schrift zum Glauben bekehren will. Goethe erkannte somit den Kernpunkt der Sokratischen Denkwürdigkeiten.
Einfluss hatte Hamanns Werk nicht nur auf den jungen Goethe, sondern auch auf die Autoren des Sturm und Drang. Die späteren „Stürmer und Dränger“, zu denen sowohl Goethe als auch Herder gehörten, waren fasziniert von dem Dunklen, Geheimnisvollen und Unerforschlichen in Hamanns Werk, von den neuen Elementen, die er benutzte, z. B. die Natur als Geheimnis und die Darstellung der Geschichte als Mythologie. Die eigentliche Aussage des Werkes wurde von den Stürmern und Drängern jedoch nicht angenommen.
Weiterhin müssen Hamanns Werke auch bei den Romantikern bekannt gewesen sein, da Achim von Arnim und Clemens Brentano in ihrer Zeitung für Einsiedler Teile von Hamanns Aestetica in nuce abdruckten. 
Teile der Schrift, die sich auf Sokrates’ Erziehung beziehen, verwendete Bischof Sailer für sein Buch Ueber Erziehung für Erzieher.
In manchen Werken von Schelling, Kierkegaard und Nietzsche sind ebenfalls Anspielungen oder direkte Bezüge auf Hamanns Sokratische Denkwürdigkeiten zu finden.

## Textausgaben
- Sokratische Denkwürdigkeiten für die lange Weile des Publicums zusammengetragen von einem Liebhaber der langen Weile. Mit einer doppelten Zuschrift an Niemand und an Zween. Amsterdam 1759. Digitalisat und Volltext im Deutschen Textarchiv; Projekt Gutenberg, Volltext nach der Ausgabe Reclam, Stuttgart 1968
- Sokratische Denkwürdigkeiten. Aestetica in nuce. Reclam: Stuttgart 2004.
- Textausgaben in der DNB
- Johann Georg Hamann: Sokratische Denkwürdigkeiten. Wolken. Historisch-kritische Ausgabe. Mit einer Einführung und einem Stellenkommentar hg. von Leonard Keidel und Janina Reibold, unter Mitarbeit von Konrad Bucher. [= Philosophische Bibliothek 748] (Hamburg: Felix Meiner Verlag 2021)

## Sekundärliteratur
- Oswald Bayer: Zeitgenosse im Widerspruch. Johann Georg Hamann als radikaler Aufklärer. Piper, München 1988.
- Fritz Blanke: Johann Georg Hamanns Hauptschriften erklärt. Bd. 2. Bertelsmann, Gütersloh 1959.
- Thomas Brose: Johann Georg Hamann und David Hume. Metaphysikkritik und Glaube im Spannungsfeld der Aufklärung. Lang, Frankfurt a. M. 2006, ISBN 3-63154-517-7.
- Helgo Lindner: J. G. Hamann. Aufbruch zu biblischem Denken in der Zeit der Aufklärung. Brunnen-Verl.: Gießen 1988.
- James C. O’Flaherty: Johann Georg Hamann. Einführung in sein Leben und Werk. Lang: Frankfurt a. M. 1989.